# یخچال الغ بیک
یخچال اوغول بیگ  مربوط به قاجار است و در شهرستان تکاب، روستای اوغول بیگ واقع شده و این اثر در تاریخ ۲۷ دی ۱۳۷۷ با شمارهٔ ثبت ۲۲۵۵ به‌عنوان یکی از آثار ملی ایران به ثبت رسیده است. در ۵ کیلومتری شمال شرقی شهرستان تکاب قراردارد. مجموعه یخچال شامل یک رشته نهر سنتی کوچک منشعب از یکی از سرشاخه‌های رودخانه ساروق است و آب آن از شرق به غرب جریان دارد. این نهر به یک حوضچه ته‌نشینی و انجماد ختم می‌شود که در شرق یخچال واقع شده‌است. ورودی یخچال در غرب آن قرار دارد و به یک فضای مسقف مربع شکل کوچک منجر به یک در چوبی محدود می‌شود. دسترسی به کف یخچال از طریق هفده پله سنگی مماس به دیواره غربی و جنوبی داخل یخچال میسر است. در بالاترین نقطه سقف یخچال یک منفذ دایره شکل به قطر حدود نیم متر قرار دارد و نورگیر، محل تهویه و وارسی داخل یخچال محسوب می‌شود. نقشه بنا مدور و سقف آن گنبدی است در ساختمان یخچال از سنگ‌های رسوبی و آجرهای چهارگوش استفاده شده‌است، این بنا به استناد مطالعات تطبیقی به دوره قاجاریه تعلق دارد.